# Alfa Romeo Giulia Sprint Speciale

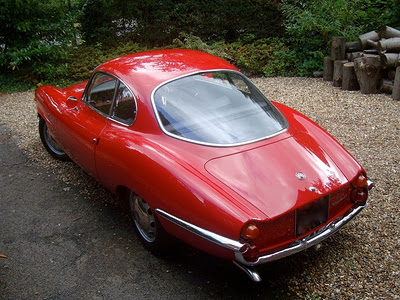
Alfa Romeo Giulia Sprint Speciale. Вид сзади

Alfa Romeo Giulietta Sprint Speciale и Alfa Romeo Giulia Sprint Speciale (Giulia SS), оба — серия 101, — небольшие спортивные автомобили, выпускавшиеся итальянской компанией Alfa Romeo с 1959 по 1966 год.

## 750SS
Первый прототип Giulietta SS был представлен публике в 1957 году на Туринском автосалоне. Перед тем, как была выпущена серийная модель были представлены ещё два концепта. Официальный релиз состоялся 24 июня 1959 года на гоночной трассе Монца. Первые автомобили 101-й серии были выпущены с маркировкой 750SS и «заниженным носом автомобиля». Как минимум 100 автомобилей были омологированы под нормы FIA. Все данные модели имели стальной кузов с алюминиевой крышей, дверьми и каркасом. Первые модели также оснащались 3 карбюраторами Weber 40 DCO3, а последние 40 шли уже с DCO4. Всего было выпущено несколько полностью алюминиевых автомобилей. коэффициент сопротивления кузова у Sprint Speciale составлял 0,28, такой же как у Corvette C6 и данный показатель не мог был превзойден более чем 20 лет. Автомобили, кроме того, оснащались двигателем Alfa Romeo Twin Cam, где клапаны контролировались напрямую двумя распредвалами, а камеры сгорания были сферичными. Sprint Speciale была реальной гоночной моделью для конкуренции с Porsche 356. Она имела задний привод и расположенный спереди двигатель.

## 101.20
Машины данной модели отличались небольшими изменениями. Были добавлены стальные двери, карбюраторы Weber 40 DCO2, нос автомобиля стал более длинным и были удалены зеркала из оргстекла. Спереди и сзади были установлены бамперы, а также модель получила небольшую шумоизоляцию. С 1290 см³ двигателем мощностью 100 л. с. (75 кВт) модель выдавала максимальную скорость в 200 км/ч. 1300 см³ двигатель и коробка передач использовалась с гоночной модели Giulietta Sprint Zagato. Все Giulietta SS трёх колодочные барабанные тормоза спереди и обычные сзади. Экспортные версии обозначались номерами 101.17. По бокам автомобиля были добавлены значки Giulietta Sprint Speciale".

## Giulia SS Prototipo
Это был концепт-кар от Bertone взамен Giulietta SS и названный Giulia SS Prototipo. Данная форма кузова так и не пошла в производство и следующее поколение Giulia SS было основано на неизменёном кузове Giulietta SS.

## 101.21
Более крупный 1,6 л. серийный двигатель стал ставиться на Giulia. Данная модель была представлена взамен Giulietta SS в марте 1963 года на Женевском автосалоне. 'Giulietta' в итальянском языке обозначает уменьшительную версию имени Giulia, поэтому Giulia стала олицетворением игры слов, как рожденная новая версия из Giulietta. Несмотря на концепт-кар Giulia SS, Alfa Romeo решила оставить кузов Giulietta SS в производстве. Модели теперь оснащались двигателем объёмом 1570 см³ с максимальной скоростью в 200 км/ч. Данный двигатель оснащался карбюраторами Weber 40 DCOE2 от модели Giulia Sprint Veloce, что давало 112 л. с. (84 кВт). Большинство Giulia SS имели дисковые тормоза спереди. Главное отличие между Giulia SS и Giulietta SS — это панель приборов. Giulia имеет кожаную отделку, включая перчаточный ящик, в отличие от предыдущей модели. Панель приборов в Giulietta скошена и окрашена в один цвет. Что касается кузова, то на моделях появился значок «Giulia SS». А производство окончилось в 1966 году.
Всего было выпущено 1366 Giulietta Sprint Speciale и 1400 Giulia Sprint Speciale. Кроме того, было сделано 25 моделей с правым рулём компанией RuddSpeed.